# Contea di Jessamine
La contea di Jessamine in inglese Jessamine County è una contea dello Stato del Kentucky, negli Stati Uniti. La popolazione al censimento del 2000 era di 39 041 abitanti. Il capoluogo di contea è Nicholasville